# Бромциклопропан
Бромциклопропан — легковоспламеняющиеся жидкость, вызывающая раздражение кожи и серьёзное раздражение глаз.

## Обращение и хранение
Меры предосторожности для безопасного обращения
Избегать попадания на кожу и глаза. Избегайте образования пыли и аэрозолей. Обеспечить соответствующую вытяжную вентиляцию в местах образования пыли.
Условия для безопасного хранения, включая любые несовместимости
Хранить в прохладном месте. Хранить контейнер плотно закрытым в сухом и хорошо проветриваемом месте. Хранить под инертным газом.

## Реакции

### Щелочной гидролиз
{\displaystyle {\ce {C3H5Br + NaOH -> C3H6OH + NaBr}}}

## Стабильность и химическая активность
Вещество стабильно при рекомендуемых условиях хранения. Следует избегать влаги. Несовместимые материалы: кислоты, хлориды кислот, ангидриды кислот, окислители.